# León de Plata - Gran Premio del Jurado

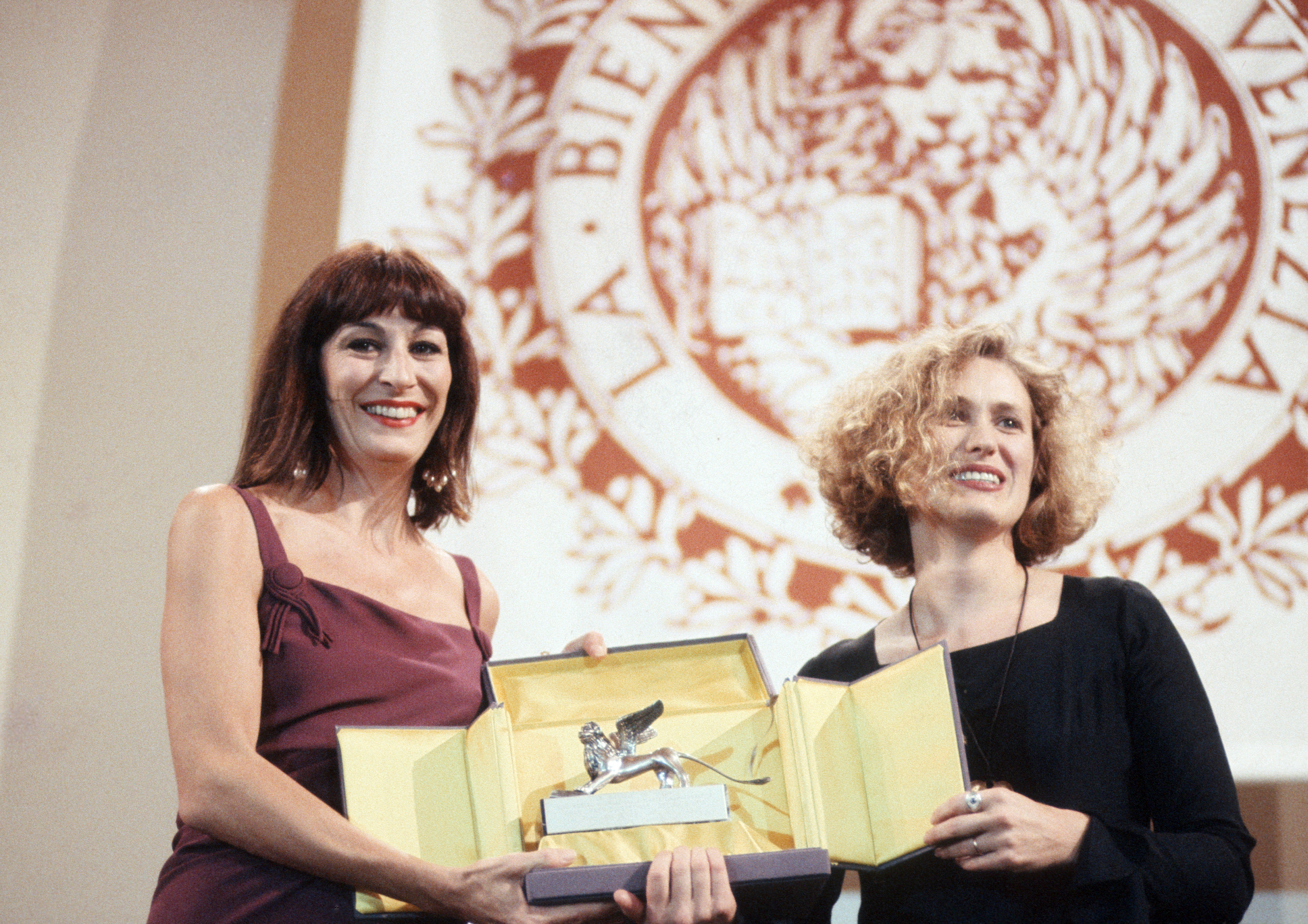
En la imagen, una representación de la escultura con la que se premia el 'León de Plata'

El "León de Plata - Gran Premio del Jurado" es el segundo premio más importante del Festival Internacional de Cine de Venecia, después del León de Oro.

## Ganadores del León de Plata - Gran Premio del Jurado
| Año  | Película                                                        | Director                                | País                                                      |
| ---- | --------------------------------------------------------------- | --------------------------------------- | --------------------------------------------------------- |
| 1951 | Un tranvía llamado Deseo (A Streetcar Named Desire)             | Elia Kazan                              | Estados Unidos                                            |
| 1952 | Vida de Oharu, mujer galante (Saikaku Ichidai Onna)             | Kenji Mizoguchi                         | Japón                                                     |
| 1958 | Los amantes (Les amants) El desafío (La sfida)                  | Louis Malle Francesco Rosi              | Francia · Italia                                          |
| 1959 | El rostro (Ansiktet)                                            | Ingmar Bergman                          | Suecia                                                    |
| 1960 | Rocco y sus hermanos (Rocco e i suoi fratelli)                  | Luchino Visconti                        | Italia                                                    |
| 1961 | Myr Vchodjashchcemu                                             | Aleksandr Alov y Vladimir Naumov        | Unión Soviética                                           |
| 1962 | Vivir su vida (Vivre sa vie)                                    | Jean-Luc Godard                         | Francia                                                   |
| 1963 | Fuego fatuo (Le feu follet) Vstupleniye                         | Louis Malle Igor Talankin               | Francia Unión Soviética                                   |
| 1964 | El Evangelio según San Mateo (Il Vangelo secondo Matteo) Hamlet | Pier Paolo Pasolini Grigori Kózintsev   | Italia · Unión Soviética                                  |
| 1965 | Simón del desierto Mne Dvadcat' let Modiga Mindre Män           | Luis Buñuel Marlen Khutsiev Leif Krantz | México · Unión Soviética · Suecia                         |
| 1966 | Chappaqua Muchacha sin historia (Abschied von gestern)          | Conrad Rooks Alexander Kluge            | Estados Unidos · Alemania                                 |
| 1967 | China está cerca (La Cina è vicina) La Chinoise                 | Marco Bellocchio Jean-Luc Godard        | Italia · Francia                                          |
| 1968 | Nostra Signora dei Turchi Le Socrate                            | Carmelo Bene Robert Lapojade            | Italia · Francia                                          |
| 1981 | Sogni d'oro Eles não usam black tie                             | Nanni Moretti Leon Hirszman             | Italia · Brasil                                           |
| 1982 | Imperativ                                                       | Krzysztov Zanussi                       | Alemania                                                  |
| 1983 | Biguefarre                                                      | Georges Rouquier                        | Francia                                                   |
| 1984 | Le favoris de la lune                                           | Otar Ioseliani                          | Francia                                                   |
| 1985 | Tangos, el exilio de Gardel (Tangos, l'exil de Gardel)          | Fernando E. Solanas                     | Argentina                                                 |
| 1986 | Chuzhaya belaya i ryaboy Storia d'amore                         | Sergei Solovyov Francesco Maselli       | Unión Soviética · Italia                                  |
| 1987 | Hip, Hip, Hurra!                                                | Kjell Grede                             | Suecia · Dinamarca · Noruega                              |
| 1988 | Camp de Thiaroye                                                | Sembène Ousmane y Thierno Faty Sow      | Senegal                                                   |
| 1989 | Et la lumière fut                                               | Otar Ioseliani                          | Alemania · Francia                                        |
| 1990 | Un ángel en mi mesa (An Angel at My Table)                      | Jane Campion                            | Nueva Zelanda                                             |
| 1991 | A Divina Comédia                                                | Manoel de Oliveira                      | Portugal Francia                                          |
| 1992 | Morte di un matematico napoletano                               | Mario Martone                           | Italia                                                    |
| 1993 | Bad Boy Bubby                                                   | Rolf De Heer                            | Australia                                                 |
| 1994 | Natural Born Killers                                            | Oliver Stone                            | Estados Unidos                                            |
| 1995 | A Comédia de Deus L'uomo delle stelle                           | João César Monteiro Giuseppe Tornatore  | Portugal · Italia                                         |
| 1996 | Brigands, chapitre VII                                          | Otar Iosseliani                         | Francia · Rusia · Italia · Suiza                          |
| 1997 | Ovosodo                                                         | Paolo Virzì                             | Italia                                                    |
| 1998 | Terminus Paradis                                                | Lucian Pintilie                         | Francia · Rumania                                         |
| 1999 | El viento nos llevará (Bad ma ra khahad bord)                   | Abbas Kiarostami                        | Francia Irán                                              |
| 2000 | Antes que anochezca (Before Night Falls)                        | Julian Schnabel                         | Estados Unidos                                            |
| 2001 | Días perros (Hundstage)                                         | Ulrich Seidl                            | Austria                                                   |
| 2002 | Dom durakov                                                     | Andrei Konchalovski                     | Rusia · Francia                                           |
| 2003 | Le cerf-volant                                                  | Randa Chahal Sabbag                     | Líbano                                                    |
| 2004 | Mar adentro                                                     | Alejandro Amenábar                      | España                                                    |
| 2005 | Mary                                                            | Abel Ferrara                            | Italia                                                    |
| 2006 | Daratt                                                          | Mahamat-Saleh Haroun                    | Chad · Francia · Bélgica · Austria                        |
| 2007 | La graine et le mulet I'm Not There                             | Abdel Kechiche Todd Haynes              | Francia Estados Unidos                                    |
| 2008 | Teza (Teza)                                                     | Haile Gerima                            | Etiopía · Francia · Alemania                              |
| 2009 | Soul Kitchen                                                    | Fatih Akin                              | Alemania · Turquía                                        |
| 2010 | Essential Killing                                               | Jerzy Skolimowski                       | Polonia · Noruega · Hungría · Irlanda                     |
| 2011 | Terraferma                                                      | Emanuele Crialese                       | Italia                                                    |
| 2012 | Paradise: Faith                                                 | Ulrich Seidl                            | Austria                                                   |
| 2013 | Stray Dogs                                                      | Tsai Ming-liang                         | República de China Francia                                |
| 2014 | La mirada del silencio                                          | Joshua Oppenheimer                      | Dinamarca · Finlandia · Indonesia · Noruega · Reino Unido |
| 2015 | Anomalisa                                                       | Charlie Kaufman y Duke Johnson          | Estados Unidos                                            |
| 2016 | Animales nocturnos                                              | Tom Ford                                | Estados Unidos                                            |
| 2017 | Foxtrot                                                         | Samuel Maoz                             | Israel · Alemania · Francia                               |
| 2018 | La Favorita                                                     | Yorgos Lanthimos                        | Estados Unidos · Grecia · Reino Unido                     |
| 2019 | El oficial y el espía                                           | Roman Polański                          | Francia                                                   |
| 2020 | Nuevo Orden                                                     | Michel Franco                           | México · Francia                                          |
| 2021 | Fue la mano de Dios                                             | Paolo Sorrentino                        | Italia                                                    |
| 2022 | Saint Omer                                                      | Alice Diop                              | Francia                                                   |
| 2023 | El mal no existe                                                | Ryūsuke Hamaguchi                       | Japón                                                     |
| 2024 | Vermiglio                                                       | Maura Delpero                           | Italia · Francia · Bélgica                                |

- Datos: Q944480